# إدريس عرب
قرية إدريس خزعل وهي قرية تتبع مدينة الدبس وتقع في محافظة كركوك شمال العراق.